# ويليام والتر ديفيس
ويليام والتر ديفيس (بالإنجليزية: William Walter Davis)‏ هو سياسي أسترالي، ولد في 5 يوليو 1840 في أستراليا، وتوفي في 14 سبتمبر 1923. حزبياً، نشط في Protectionist Party ‏. وقد انتخب عضو الجمعية التشريعية نيو ساوث ويلز.